# Daniel Franck
Ne doit pas être confondu avec Dan Franck.
Pour les articles homonymes, voir Franck.
Daniel Franck, né le 9 décembre 1974 à Gjerdrum, est un snowboardeur norvégien spécialisé tout d'abord dans le half-pipe. Il commence sa carrière en 1991 et devient professionnel en 1993.
Au cours de sa carrière, il a remporté la médaille d'argent olympique en Jeux olympiques d'hiver de 1998 à Nagano en half-pipe. Aux mondiaux, il y a également remporté la médaille d'argent en 2001 en half pipe. Il arrête sa carrière en 2008 et créer ensuite sa propre société de vêtements qui porte son nom.

## Palmarès

### Jeux olympiques d'hiver
- Médaillé d'argent olympique aux Jeux olympiques d'hiver de 1998 à Nagano ( Japon)

### Championnats du monde
- Vice-champion du monde aux Championnats du monde 2001 à Madonna di Campiglio ( Italie)